# フレッシュロータリー
『フレッシュロータリー』は、NHK総合テレビジョンで1980年4月7日から1983年4月2日まで放送されていた朝の地域情報番組である。

## 概要
NHKニュースワイドの開始に伴い、前番組のテレビロータリーからリニューアルした。

## 出演者
- 司会
  - 西依ちづる（1980年4月7日 - 1982年4月3日）[3][4][注釈 1]
  - 岡野郁子（1982年4月5日 - 1983年4月2日）
- リポーター
  - 白貝真理子（1981年4月 - 1982年3月）[4]
  - みなみらんぼう[5]